# Jehangirabad
Jehangirabad o Jahangirabad fou un estat tributari protegit de l'Índia, una de les nombroses talukes de l'Oudh al districte de Barabanki, regida per una dinastia musulmana dels Shaykh. Els seus darrers talukdars foren Razak Baksh; Farzand Ali Khan (gendre de l'anterior) que va rebre el títol de raja del nawab d'Oudh, després amb caràcter hereditari, i va morir el 7 d'abril de 1881; la rani Zebunissa Begum, que el va succeir i es va casar amb el seu cosí Sheikh Sir Mohammed Tasadduk Rasul Khan que va rebre el títol de raja de manera personal (1893) i va morir el 1921; i Sir Muhammad Ijaz Rasul Khan, darrer talukdar.